# Nitrokalit
Nitrokalit (nitryt, niter, saletra indyjska, saletra potasowa) – minerał z gromady azotanów.
Nazwa nawiązuje do składu chemicznego minerału; łac. nitrogenium = azot, kalium = potas; określenie saletra pochodzi z łac. sal petrae = sól skalna.

## Charakterystyka

### Właściwości
Tworzy skupienia igiełkowe lub włókniste. Występuje w formie naskorupień, nalotów, wykwitów. Bardzo rzadko wytwarza niewielkie, tabliczkowe, podobne do aragonitu kryształy. Jest przezroczysty, łatwo rozpuszcza się w wodzie, jest słony, przy dotknięciu daje wrażenie chłodu. Nie jest higroskopijny. Często występuje w formie wykwitów i nalotów, które tworzy na powierzchniach skalnych bogatych w potas. Najczęściej spotkać go można w jaskiniach, np. z jaskini w Nowym Meksyku USA tylko z jednej z jaskiń wydobyto około 100 ton saletry potasowej.

### Występowanie
Typowy minerał skał osadowych. Powstaje w klimatach pustynnych. Współwystępuje z nitronatrytem (saletrą sodową), halitem, mirabilitem, anhydrytem, gipsem.
Miejsca występowania: pustynia Atakama w Chile, Peru, Boliwia – Cochabamba, USA – dolina rzeki Amarogoza, Dolina Śmierci, Kalifornia, Egipt, Algieria, Iran, Włochy, Hiszpania, Węgry.

### Zastosowanie
- służy do produkcji prochu strzelniczego (dymnego) – główny składnik,
- w przemyśle chemicznym,
- w rolnictwie – używany jako naturalny nawóz.